# Ľuboriečka
Ľuboriečka (allemand : Kleinlibertsch,  hongrois : Kislibercse) est un village de Slovaquie situé dans la région de Banská Bystrica.

## Histoire
La première mention écrite du village date de 1335.

## Démographie

### Évolution de la population
| Année:               | 1994. | 2004.    | 2014.    | 2024.   |
| -------------------- | ----- | -------- | -------- | ------- |
| Nombre de personnes: | 129   | 180      | 143      | 150     |
| Différence:          |       | +39,53 % | -20,55 % | +4,89 % |

| Année:               | 2023. | 2024.   |
| -------------------- | ----- | ------- |
| Nombre de personnes: | 154   | 150     |
| Différence:          |       | -2,59 % |